# كراون بلازا قصر الرياض
فندق كراون بلازا قصر الرياض، الذي كان يُعرف سابقًا باسم فندق قصر الرياض، هو فندق فخم من فئة الخمس نجوم يتألف من 11 طابقًا ويقع في حي المربع بمدينة الرياض في المملكة العربية السعودية، بالقرب من عدة وزارات حكومية. تم افتتاحه في عام 1979 ويتميز بعناصر من الهندسة المعمارية الفرنسية. تحول اسمه إلى الاسم الحالي بعد أن استحوذت عليه مجموعة فنادق إنتركونتيننتال في عام 2018.

## الافتتاح
تم افتتاح فندق قصر الرياض في أكتوبر عام 1979 على يد الشركة السعودية للخدمات الفندقية، وذلك خلال عهد الملك خالد بن عبد العزيز.
يضم الفندق مجموعًا من 304 غرفة، بالإضافة إلى مساحة اجتماعات تتجاوز الـ 1400 متر مربع، ويشتمل على مركز للأعمال، ومركز للياقة البدنية، فضلاً عن خمس قاعات مخصصة للاجتماعات، ومسبح خارجي، وصالة للنادي، ومنتجع صحي.
أصبح الفندق وجهة مفضلة لتنظيم واستضافة الأحداث والمناسبات البارزة، التي تشمل تلك التي تعقدها الهيئات المجتمعية، المشاهير، وزراء الحكومة، والبعثات الدبلوماسية. من بين هذه الفعاليات الاحتفال الذي أقيم في عام 2018 بمناسبة الذكرى الحادية والتسعين لتأسيس البعثة الدبلوماسية الصينية في المملكة العربية السعودية لجيش التحرير الشعبي، والاتفاقية التي وُقعت في عام 2021 بين هيئة السياحة السعودية وسوق السفر العربي.

## اتفاقية امتياز
في عام 2014، أبرمت مجموعة فنادق إنتركونتيننتال وشركة دور للضيافة اتفاقية امتياز مهمة تشمل أربعة فنادق في المملكة العربية السعودية. عقب ذلك، في عام 2015، وقعت دور للضيافة اتفاقية مع الشركة العربية للاستثمار لشراء كافة الأسهم التي تملكها الأخيرة في الشركة السعودية للخدمات الفندقية، والتي بلغت 1400 سهم، مما رفع حصة دور للضيافة في الشركة من 50% إلى 70%. وفي عام 2016، وقعت دور للضيافة عقداً مع الشركة السعودية للخدمات الفندقية لإدارة الفندق لمدة عشرين عاماً.
في فبراير 2018، أبرمت مجموعة فنادق إنتركونتيننتال صفقة مع شركة دور للضيافة لشراء فندق قصر الرياض. وفي يونيو من نفس العام، اكتملت عملية الشراء بواسطة مجموعة فنادق إنتركونتيننتال، حيث تم بعدها تغيير العلامة التجارية للفندق إلى فندق كراون بلازا الرياض بالاس.

## أنظر أيضا
- ابراج الخالدية